# Базілянський Лев Леонідович
Лев Леоні́дович Базіля́нський (* 25 липня 1937) — народний депутат України 1-го скликання.

## Біографія
Народився 25 липня 1937 року. Росіянин/єврей. 1959 — студент Ровеньківського гірничого технікуму. Згодом закінчив Донецький політехнічний інститут, за спеціальністю гірничий інженер. Одружений, має двох дітей.
1962 — електрослюсар, гірничий майстер, секретар комітету ЛКСМУ, шахти № 71 тресту «Фрунзевугілля». 1970 начальник дільниці, заступник головного інженера, головний інженер, директор шахтоуправління «Ворошиловське».
1990 — Голова Ровеньківської міської Ради народних депутатів, голова виконкому. Член КПРС з 1964 року, член МК КПУ; депутат міської Ради. Висунутий кандидатом в народні депутати трудовим колективом шахтоуправління «Ворошиловське».
18 березня 1990 року обраний народним депутатом України, 2-й тур 47.98 % голосів, 10 претендентів. До груп, фракцій не входив.
- Луганська область
- Ровеньківський виборчий округ № 61
- Дата прийняття депутатських повноважень: 15 травня 1990 року.
- Дата припинення депутатських повноважень: 10 травня 1994 року.

Член Комісії ВР у справах ветеранів, пенсіонерів, інвалідів, репресованих, малозабезпечених і воїнів-інтернаціоналістів.

## Нагороди
Нагороджений орденом Дружби народів, медаллю, почесною грамотою Президії ВР УРСР.